# Kaminoyama
Kaminoyama (Japans: 上山市, Kaminoyama-shi) is een stad in de prefectuur Yamagata in het noorden van Honshu, Japan. De stad heeft een oppervlakte van 240,95 km² en begin 2008 ruim 35.000 inwoners.

## Geschiedenis
Kaminoyama werd op 1 oktober 1954 een stad (shi) na samenvoeging van één gemeente en vijf dorpen.

## Verkeer
Kaminoyama ligt aan de Yamagata-shinkansen en de Ōu-hoofdlijn van de East Japan Railway Company.
Kaminoyama ligt aan de Tōhoku-Chūō-snelweg en aan de autowegen 13 en 458.

## Bezienswaardigheden
- Kaminoyama-onsen

## Stedenband
Kaminoyama heeft een stedenband met
- Donaueschingen, Duitsland, sinds 1 oktober 1995.

## Geboren in Kaminoyama
- Mokichi Saitō (斎藤茂吉, Saitō Mokichi), dichter
- Gosaku Ōta (桜多吾作, Ōta Gosaku), mangaka
- Toshiaki Endo (遠藤 利明, Endo Toshiaki), politicus

## Aangrenzende steden
- Yamagata
- Nan'yo